# Eparchie Sankt Ephrem in Khadki
Die Eparchie Sankt Ephrem in Khadki ist eine in Indien gelegene Diözese der syro-malankarischen Kirche mit Sitz in Khadki, Maharashtra.

## Geschichte
Das Apostolische Exarchat Sankt Ephrem in Khadki wurde am 26. März 2015 durch Papst Franziskus errichtet. Zum ersten Exarchen wurde Thomas Antonios Valiyavilayil OIC ernannt.
Am 23. November 2019 erhob Papst Franziskus das Exarchat in den Rang einer Eparchie und ernannte den bisherigen Exarchen Thomas Antonios Valiyavilayil OIC zu deren erstem Bischof. Dessen Nachfolger wurde im Dezember 2023 Mathai Kadavil OIC.